# Án lệ 51/2021/AL
Án lệ 51/2021/AL về xác định quyền sở hữu đối với khu vực để xe ô tô của nhà chung cư là án lệ công bố thứ 51 thuộc lĩnh vực dân sự của Tòa án nhân dân tối cao tại Việt Nam, được Hội đồng Thẩm phán thông qua, Chánh án Nguyễn Hòa Bình ra quyết định công bố ngày 31 tháng 12 năm 2021, và có hiệu lực cho tòa án các cấp trong cả nước nghiên cứu, áp dụng trong xét xử từ ngày 1 tháng 2 năm 2022. Án lệ 51 dựa trên nguồn là Bản án dân sự phúc thẩm số 82 ngày 6 và 23 tháng 3 năm 2020 của Tòa án nhân dân thành phố Hà Nội về vụ án yêu cầu tuyên bố hợp đồng dịch vụ vô hiệu, yêu cầu công nhận quyền sở hữu tầng hầm, nội dung xoay quanh các vấn đề về nhà chung cư, tầng hầm để xe ô tô, và quyền sở hữu riêng của nhà đầu tư đối với hai đối tượng này. Án lệ này do Tòa án Hà Nội đề xuất.
Trong vụ án này, mọi vấn đề xuất phát, nảy sinh và tác động xung quanh một tòa nhà hỗn hợp giữa thương mại và chung cư ở thành phố, khi mà cư dân chung cư và chủ đầu tư xung đột về chất lượng, hoạt động quản lý vận hành tòa nhà; ban quản trị tòa nhà chia làm hai nhóm, một bên mâu thuẫn, một bên ủng hộ chủ đầu tư. Rồi đến mấu chốt là việc chủ đầu tư khởi kiện nhóm đa số trong ban quản trị tòa nhà, lần lượt trải qua giai đoạn sơ thẩm, phúc thẩm, tranh tụng về quyền sở hữu các tầng hầm, hiệu lực hợp đồng dịch vụ về quản lý vận hành và vấn đề liên quan, tranh cãi đối với quy chế nhà chung cư và Luật Nhà ở. Trong suốt các giai đoạn, một phần nhận định Hội đồng xét xử phúc thẩm được lựa chọn trở thành án lệ để xác định quyền sở hữu đối với khu vực để xe ô tô của một tòa nhà chung cư.

## Nội dung vụ án

### Tình tiết chính
Tại Hà Nội năm 2008, doanh nghiệp Sông Đà Urban (gọi tắt là SDU) được cơ quan Nhà nước có thẩm quyền cấp phép làm chủ đầu tư dự án Tòa nhà hỗn hợp Sông Đà – Hà Đông (hoặc Sông Đà Urban Tower), tại 131 đường Trần Phú, phường Văn Quán, quận Hà Đông. Tòa nhà gồm 34 tầng nổi (chưa bao gồm tầng kỹ thuật và tầng mái) và hai tầng hầm, trong đó, khu thương mại dịch vụ, văn phòng từ tầng một đến tầng tám. Tòa nhà được xây dựng giai đoạn 2008–10, được mở bán căn hộ và cho thuê tầng theo công năng dự án khi chính thức đi vào sử dụng. Sau khi tòa nhà được đưa vào sử dụng, Sông Đà Urban đã thuê một đơn vị quản lý, vận hành tòa nhà, rồi giao cho Ban quản lý dự án nhà ở tòa Sông Đà – Hà Đông phụ trách. Ban quản lý này trở thành SDUm, là công ty con của Sông Đà Urban vào tháng 8 năm 2016.

Tòa Sông Đà Urban Tower (bên trái) trong vụ án tranh chấp.

Ngày 26 tháng 9 năm 2016, Sông Đà Urban và các chủ sở hữu tại tòa nhà đã tổ chức hội nghị nhà chung cư lần đầu để bầu Ban quản trị tòa nhà Sông Đà – Hà Đông (gọi tắt là Ban quản trị) và ban hành quy chế hoạt động của Ban quản trị. Theo đó, thành viên Ban quản trị tòa nhà có năm người gồm: Trưởng ban Đỗ Thái Sảng, Nguyễn Vũ Giang, Nguyễn Khánh Thắng đại diện cho khối cư dân, Trịnh Xuân Thụy đại diện cho khối thương mại, văn phòng và Phó ban Trần Văn Thanh – Giám đốc SDUm, đại diện chủ đầu tư; được tổ chức hoạt động theo mô hình hội đồng quản trị của hợp tác xã, được Ủy ban nhân dân quận Hà Đông ban hành quyết định công nhận. Theo quy chế hoạt động của Ban quản trị thì phải có một công ty quản lý vận hành tòa nhà, SDUm khi Ban quản trị được thành lập vẫn đang làm quản lý vận hành tiếp tục thực hiện chức năng này.
Ngày 24 tháng 8 năm 2017, Ban quản trị tòa nhà đã ký hợp đồng dịch vụ quản lý vận hành nhà chung cư với đơn vị cung cấp dịch vụ mới là Gia Lộc An, không cho phép SDUm tiến hành hoạt động quản lý vận hành. Sau đó, vào tháng 2 năm 2019, Ban quản trị lại ký thêm một hợp đồng dịch vụ quản lý vận hành nhà chung cư khác với Yên Bình. Trong quá trình hoạt động quản lý và vận hành tòa nhà của Gia Lộc An và Yên Bình, hai công ty này đã thực hiện việc thu tiền trông giữ xe ở hai tầng hầm, xây hàng rào chắn cửa kho siêu thị Mediamart tầng một phía sau tòa nhà, dẫn tới tranh chấp giữa Sông Đà Urban và Ban quản trị. Do không thể giải quyết bằng thương lượng, hòa giải, Sông Đà Urban đã đệ đơn khởi kiện Ban quản trị Sông Đà – Hà Đông lên Tòa án nhân dân quận Hà Đông với yêu cầu tuyên bố hợp đồng dịch vụ Gia Lộc An vô hiệu, yêu cầu công nhận hai tầng hầm thuộc sở hữu của Sông Đà Urban.

### Xung đột liên quan
| “                                                               | [Sông Đà Urban] Không bàn giao kinh phí bảo trì cung cấp các tài liệu, Ban quản trị tòa nhà đã gửi [tố cáo] các cấp của thành phố Hà Nội và gửi đích danh Bí thư, Chủ tịch thành phố. | ” |
| —Đỗ Thái Sảng, đại diện nhóm cư dân xung đột với Sông Đà Urban. | |   |

Trong vụ án này, ngoài tranh chấp giữa Sông Đà Urban và Ban quản trị, còn có những cuộc xung đột lớn với cư dân chung cư. Từ 2017, tại tòa nhà Sông Đà Urban Tower, một số cư dân chung cư đã căng băng rôn phản đối chủ đầu tư vì cho rằng Sông Đà Urban trì hoãn bàn giao quỹ bảo trì, thu phí dịch vụ không có hợp đồng, nhiều hạng mục của chung cư đã xuống cấp nhưng không được bảo trì, ảnh hưởng đến chất lượng cuộc sống cư dân. Đường vào tầng hầm tòa nhà từng bị chặn bởi các xe chở hàng, đỉnh điểm xảy ra khi một thai phụ là cư dân tòa nhà được người nhà đưa đi cấp cứu thì bị chắn ở đường tầng hầm, phải liên lạc với Công an phường Văn Quán để kéo xe chắn lối và đến bệnh viện.
Một số cư dân do Trưởng ban quản trị Đỗ Thái Sảng đại diện đã trình bày cho rằng SDUm đã lạm dụng vị trí là công ty con của Sông Đà Urban để kiểm soát tòa nhà, khiến chất lượng xuống cấp nghiêm trọng, thuê người lạ chắn đường vào tầng hầm; ngoài ra siêu thị Mediamart ở tầng một đã vi phạm các quy định về phòng cháy chữa cháy. Phía SDUm do Trần Văn Thanh đại diện cho rằng Ban quản trị vi phạm quy định, việc quản lý vận hành nhà thuộc về SDUm nhưng Ban quản trị lại ký kết với Gia Lộc An, Ban quản trị hoạt động sai quy chế.

## Tranh tụng

### Nguyên đơn
Trong đơn khởi kiện và quá trình tranh tụng, nguyên đơn Sông Đà Urban do Luật sư Đoàn Hồng Hà đại điện đã trình bày vụ việc, lập luận và yêu cầu của mình. Về hai tầng hầm, nguyên đơn cho rằng tầng hầm và các tầng thương mại dịch vụ của tòa nhà thuộc quyền sở hữu riêng của họ theo hồ sơ pháp lý dự án được cơ quan Nhà nước có thẩm quyền phê duyệt, được đưa vào danh mục bất động sản đầu tư để trích khấu hao theo quy định; chi phí xây dựng khu tầng hầm và khu dịch vụ thương mại được tính riêng không phân bổ vào giá bán khu căn hộ của tòa nhà. Về dịch vụ vận hành, khi chính thức hoạt động, nguyên đơn đã thuê đơn vị quản lý vận hành từ 2010, chuyển đổi thành SDUm năm 2016 để đáp ứng yêu cầu về công tác quản lý, vận hành tòa nhà theo đúng quy định của Bộ Xây dựng (gọi tắt là Thông tư 02) được ban hành vào thời điểm đó.
| “                                             | ...tại điểm n khoản 1 Điều 3 của Hợp đồng dịch vụ giữa Ban quản trị và Gia Lộc An, hai bên đã tự thoả thuận dịch vụ trông giữ xe tại hai tầng hầm của tòa nhà, nơi thuộc quyền sở hữu riêng của Sông Đà Urban. | ” |
| —Đại diện Sông Đà Urban, lập luận tranh tụng. | |   |

Đối với hợp đồng quản lý vận hành giữa Ban quản trị và Gia Lộc An, Sông Đà Urban cho rằng Trưởng ban quản trị Đỗ Thái Sảng đã đại diện ký kết nhưng không tuân theo quy định của pháp luật, cụ thể là: Ban quản trị chưa tổ chức họp và lập biên bản để đạt được sự nhất trí, đồng thuận của ít nhất 75% thành viên về việc đề xuất thay đổi đơn vị quản lý vận hành theo quy định về biểu quyết; chưa tổ chức họp hội nghị nhà chung cư để đạt được sự đồng thuận của ít nhất trên 50% đại diện chủ sở hữu của tòa nhà về việc đồng ý thay đổi đơn vị cung cấp dịch vụ quản lý vận hành nhà chung cư theo quy định tại Thông tư 02. Nguyên đơn cho rằng nội dung hợp đồng dịch vụ quản lý vận hành ký giữa Đỗ Thái Sảng và Gia Lộc An có điều khoản xâm phạm đến quyền sở hữu của chủ đầu tư, cụ thể là Ban quản trị đã tự định đoạt phần tài sản thuộc quyền sở hữu riêng của Sông Đà Urban khi chưa được sự đồng ý của nguyên đơn.
Sông Đà Urban lấy hợp đồng mua bán căn hộ cũng như trong toàn bộ tài liệu hồ sơ liên quan của Sông Đà Urban Tower và lập luận rằng không có điều khoản nào ghi nhận hay thể hiện nội dung tầng hầm trông giữ xe ô tô, xe máy và các 1–8 là thuộc sở hữu chung của tòa nhà, tuy nhiên Ban quản trị đã tự ý thuê Gia Lộc An và Yên Bình chiếm giữ và thu tiền trông giữ xe bất chính tại hai tầng hầm từ tháng 9 năm 2017 đến ngày xử án. Ngoài ra, việc Ban quản trị cho người xây bịt cửa kho siêu thị tầng một phía sau tòa nhà đã làm cản trở hoạt động kinh doanh và lối thoát nạn của siêu thị Mediamart Thanh Xuân suốt từ tháng 10 năm 2017.
Từ những lập luận này, nguyên đơn đề nghị tòa án bốn vấn đề là: một, công nhận phần diện tích trông giữ xe theo hồ sơ hoàn công tại hai tầng hầm thuộc quyền sở hữu của nguyên đơn; hai, buộc Ban quản trị và Gia Lộc An trả lại phần diện tích này cho nguyên đơn; ba, tuyên hợp đồng dịch vụ quản lý vận hành nhà chung cư giữa Ban quản trị với Gia Lộc An, với Yên Bình là vô hiệu; và bốn, buộc Ban quản trị và Gia Lộc An khôi phục lại nguyên trạng cửa phía sau của tầng một siêu thị Mediamart Thanh Xuân, bồi thường thiệt hại do hành vi xâm phạm trái phép, ảnh hưởng đến hoạt động kinh doanh của nguyên đơn. Sau đó, trong quá trình giải quyết vụ án và tại phiên toà sơ thẩm, nguyên đơn rút yêu cầu bồi thường thiệt hại do hành vi xâm phạm trái phép đối với diện tích trông giữ xe tại hai tầng hầm làm ảnh hưởng đến hoạt động kinh doanh của họ, bảo lưu quyền khởi kiện yêu cầu bồi thường thiệt hại này bằng một vụ án khác.

### Bị đơn

#### Người đại diện chính
Phía bị đơn là Ban quản trị do Đỗ Thái Sảng, Trưởng ban quản trị đại diện đã trình bày đối lập với lập luận của nguyên đơn. Ông trình bày rằng ban đầu khi chung cư mới đi vào vận hành chưa có Ban quản trị thì việc quản lý, vận hành tòa nhà do một công ty chuyên nghiệp được Sông Đà Urban thuê thực hiện nhưng không hợp pháp, đến ngày 15 tháng 11 năm 2016, khi Ban quản trị tòa nhà được thành lập đã thuê Gia Lộc An thực hiện việc vận hành quản lý tòa nhà này. Tiếp theo, ông cho rằng quá trình thực hiện hợp đồng dịch vụ do Gia Lộc An thực hiện không đúng hợp đồng nên Ban quản trị đã thanh lý hợp đồng vào ngày 23 tháng 3 năm 2019. Ngay sau đó, Ban quản trị tiếp tục ký hợp đồng dịch vụ vận hành quản lý tòa nhà với Yên Bình.
| “                                          | Đối với yêu cầu xác định diện tích trông giữ xe tại tầng hầm thuộc chủ đầu tư, căn cứ vào nội dung của hợp đồng thì không có bất cứ điều khoản nào quy định tầng hầm này thuộc quyền quản lý, sử dụng của chủ đầu tư, như vậy diện tích hai tầng hầm này là diện tích sở hữu chung. | ” |
| —Đỗ Thái Sảng, đại diện bị đơn tranh tụng. | |   |

Đối với việc nguyên đơn có yêu cầu tuyên hợp đồng quản lý vận hành vô hiệu thì bị đơn không đồng ý vì nguyên đơn không có thẩm quyền yêu cầu giải quyết việc này, lý do cuối năm 2010 tòa nhà mới được đưa vào sử dụng. Đỗ Thái Sảng viện dẫn Thông tư 02 rằng: sau khi sử dụng một năm, chủ đầu tư [Sông Đà Urban] có trách nhiệm bầu ra Ban quản trị tòa nhà, tuy nhiên quá thời hạn trên, chủ đầu tư đã không thành lập Ban quản trị theo quy định pháp luật; và Ban quản trị tòa nhà chỉ được thành lập sau sáu năm. Với hợp đồng Gia Lộc An, công ty này đã thực hiện đầy đủ và đúng theo các quy định của pháp luật, không xảy ra vi phạm gì. Mặt khác, đến thời điểm tranh tụng, Ban quản trị cũng đã thanh lý hợp đồng đối với Gia Lộc An, hơn nữa, ông cho rằng diện tích của chủ đầu tư không còn ở tòa nhà nữa nên không có quyền được yêu cầu tuyên hủy hợp đồng dịch vụ với Gia Lộc An.
Bị đơn cho rằng theo báo cáo tài chính từ năm 2010 đến 2016 của nguyên đơn đều không nhắc đến diện tích để xe của hai tầng hầm; từ năm 2016 đến lúc tranh tụng, nguyên đơn lại đưa thêm diện tích này vào báo cáo. Bị đơn đề nghị nguyên đơn xuất trình phương án tài chính được Sở Tài chính Hà Nội phê duyệt gồm: hồ sơ xây dựng tòa nhà được Sở Xây dựng phê duyệt, hồ sơ hoàn công được kiểm toán nhà nước phê duyệt và văn bản của Sở Tài chính. Bị đơn cho rằng nếu như các đơn vị này xác định nguyên đơn có bỏ vốn xây dựng tầng hầm, thì theo Luật Nhà ở 2015, phần để xe của tòa nhà là nơi để xe cho dân cư nên phải xác định đó là sở hữu chung; do vậy sẽ không trả lại cho chủ đầu tư diện tích trông giữ xe tại hai tầng hầm này mà tính giá trị để trả cho chủ đầu tư. Đối với yêu cầu thứ bốn của nguyên đơn thì ông Sảng cho rằng Ban quản trị không liên quan và không thực hiện những việc này nên không có trách nhiệm phải bồi thường hay khôi phục hiện trạng.

#### Thành viên khác
Hai thành viên của Ban quản trị là Trần Văn Thanh và Trịnh Xuân Thụy, tức cũng là thành viên của nhóm bị đơn đã tham gia tranh tụng và thể hiện quan điểm giống với nguyên đơn, hoàn toàn nhất trí bốn yêu cầu mà nguyên đơn đề ra. Trong tập thể năm thành viên của Ban quản trị, tức bị đơn, trong các phiên tòa đã chia làm hai bên, bên ba người đại diện cư dân tòa nhà do Trưởng ban Đỗ Thái Sảng đứng đầu bất đồng chính kiến với bên hai người đại diện Sông Đà Urban và khối văn phòng, thương mại.

### Bên liên quan
Trong vụ án này, các bên có quyền lợi và nghĩa vụ liên quan là ba doanh nghiệp: Gia Lộc An, Yên Bình, và Mediamart.
| “                                                   | Ban quản trị tự ý đưa công ty khác vào vận hành tòa nhà, đơn phương chấm dứt hợp đồng với Gia Lộc An mà không có sự trao đổi, cũng chưa có văn bản nào về việc thanh lý hợp đồng. | ” |
| —Gia Lộc An, một trong các bên liên quan trình bày. | |   |

Gia Lộc An trình bày rằng họ có đăng ký kinh doanh về lĩnh vực quản lý vận hành nhà chung cư, ký hợp đồng dịch vụ với Ban quản trị, đại diện là Đỗ Thái Sảng để cung cấp dịch vụ vận hành tòa nhà. Theo thỏa thuận trong hợp đồng có hiệu lực kể từ ngày 1 tháng 9 năm 2017 đến ngày 30 tháng 12 năm 2019; công việc theo hợp đồng là cung cấp các dịch vụ an ninh, vệ sinh, kỹ thuật và các dịch vụ khác. Các thỏa thuận nguyên tắc lấy thu và chi; số lượng xe và mét vuông tính tiền dịch vụ; cơ sở số liệu thu tiền và mức phí tất cả các loại dịch vụ đều do Ban quản trị quy định. Sau khi ký hợp đồng, Gia Lộc An đã trả toàn bộ kinh phí đầu tư ban đầu như: thanh toán tiền điện cho Điện lực Hà Đông, trang thiết bị kỹ thuật phục vụ vận hành, bãi xe thông minh, tuy nhiên cho tới hiện tại vẫn chưa thu hồi hết vốn đầu tư, vẫn hỗ trợ tại dự án tòa nhà này khoảng hơn 100 triệu đồng. Đến ngày 15 tháng 1 năm 2019, Gia Lộc An được biết Ban quản trị đã ký hợp đồng dịch vụ vận hành tòa nhà với công ty khác và họ không còn hoạt động từ ngày 20 tháng 1 năm 2019. Đối với yêu cầu khởi kiện của nguyên đơn, Gia Lộc An trình bày rằng hiện tại họ không còn thực hiện việc quản lý vận hành tòa nhà, không còn liên quan nên không có ý kiến gì, những vấn đề phát sinh giữa họ với Ban quản trị tòa nhà thì họ sẽ yêu cầu giải quyết trong vụ án khác.
Yên Bình trình bày rằng: hiện tại họ đang ký kết và thực hiện hợp đồng cung cấp dịch vụ cho tòa nhà từ ngày 1 tháng 3 năm 2019, đã có ký kết hợp đồng với Ban quản trị, không ký với Sông Đà Urban. Yên Bình cho rằng họ đã ký kết và thực hiện hợp đồng theo đúng quy định của pháp luật, khi đến thực hiện việc quản lý vận hành tòa nhà thì không phải đầu tư trang bị kỹ thuật phục vụ như máy quẹt thẻ. Đối với yêu cầu khởi kiện của nguyên đơn, Yên Bình đề nghị giải quyết theo quy định của pháp luật.
Mediamart trình bày rằng tháng 9 năm 2010, họ có ký hợp đồng thuê mặt bằng với Sông Đà Urban. Ban đầu, hai bên ký hợp đồng thuê tầng hầm và các tầng từ 1–5 của tòa nhà, đến khoảng năm 2014, họ chỉ thuê tầng 1, 2, 3 của tòa nhà để kinh doanh và làm văn phòng. Quá trình thực hiện hợp đồng không xảy ra vấn đề gì, đến năm 2017, sau khi Ban quản trị được thành lập, Ban quản trị đã liên tục gây khó khăn và gây thiệt hại cho việc kinh doanh của Mediamart. Nay Sông Đà Urban khởi kiện, Mediamart đồng ý với yêu cầu khởi kiện của nguyên đơn, đề nghị Ban quản trị chấm dứt hành động cản trở hoạt động kinh doanh của Mediamart và phá bỏ bức tường bao phía sau tầng một.

## Xét xử sơ thẩm
Ngày 31 tháng 10 năm 2019, Tòa án nhân dân quận Hà Đông mở phiên dân sự sơ thẩm tại trụ sở tòa ở số 2 đường Nguyễn Trãi, phường Nguyễn Trãi. Trong phiên này, tòa sơ thẩm tuyên chấp nhận một phần yêu cầu khởi kiện của Sông Đà Urban, xác định và công nhận diện tích trông giữ ô tô tại tầng hầm một là 942,5 m² và diện tích trông giữ xe ô tô tại tầng hầm hai là 1.882,5 m² thuộc quyền sở hữu của nguyên đơn; tuyên bố hợp đồng dịch vụ quản lý vận hành tòa nhà số giữa Đỗ Thái Sảng và Gia Lộc An, Yên Bình vô hiệu. Tòa tuyên nguyên đơn có quyền tháo dỡ, khôi phục nguyên trạng cửa phía sau tầng một của tòa nhà như ban đầu theo đúng hồ sơ thiết kế của cơ quan Nhà nước có thẩm quyền phê duyệt, bên cạnh đó là đình chỉ yêu cầu buộc Gia Lộc An và Đỗ Thái Sảng bồi thường thiệt hại của nguyên đơn.
Không đồng ý với quyết định của bản án sơ thẩm, ngày 2 tháng 12, Đỗ Thái Sảng kháng cáo với tư cách là đại diện cho bị đơn. Ông cho rằng toà án cấp sơ thẩm xét xử không khách quan, không đúng quy định của pháp luật, tự trích dẫn điều luật không có trong văn bản luật được ban hành bởi cơ quan Nhà nước có thẩm quyền, xâm hại nghiêm trọng đến quyền và lợi ích chính đáng của cư dân toà nhà. Ông đề nghị huỷ toàn bộ bản án sơ thẩm; xác định và công nhận toàn bộ diện tích hai tầng hầm để xe thuộc quyền sở hữu chung của toà nhà; làm rõ quyền sở hữu ba tầng thương mại của toà nhà, trong đó có bức tường phía sau tầng một mà chủ đầu tư đang cho đơn vị khác thuê kinh doanh. Ông yêu cầu nguyên đơn phải quyết toán và bàn giao kinh phí bảo trì, bàn giao hồ sơ toà nhà, hoàn thiện và bàn giao hệ thống phòng cháy và chữa cháy, bàn giao và kiểm đếm các thiết bị tòa nhà, bàn giao diện tích chung, riêng cho Ban quản trị đại diện cho cư dân theo đúng quy định của pháp luật.

## Xét xử phúc thẩm

### Ý kiến viện kiểm sát
Ngày 6 tháng 3 năm 2020, Tòa án nhân dân thành phố Hà Nội mở phiên dân sự phúc thẩm ở trụ sở tòa tại số 43 Hai Bà Trưng, phường Trần Hưng Đạo. Trong phiên này, đại diện Viện kiểm sát nhân dân thành phố Hà Nội là Kiểm sát viên Trần Thị Ngoan đã trình bày các ý kiến của viện kiểm sát.
Kiểm sát viên Trần Thị Ngoan, ý kiến về kháng cáo.
Đối với quyền sở hữu tầng hầm, kiểm sát viên phân tích vụ việc rằng tại thời điểm mua bán căn hộ từ cuối năm 2008–10, chưa có quy định về quyền sở hữu chung, riêng nên trong hợp đồng mua bán căn hộ với cư dân chưa thể hiện rõ diện tích chung, riêng. Căn cứ các văn bản là hướng dẫn của Bộ Xây dựng, phê duyệt dự án tòa nhà của Hội đồng quản trị Sông Đà Urban, văn bản kiểm định của kiểm toán, xác nhận rằng: doanh thu và chi phí từ việc kinh doanh hai tầng hầm đã được hạch toán và kê khai thuế giá trị gia tăng, thuế thu nhập doanh nghiệp hàng năm; chi phí xây dựng tòa nhà phân bổ cho hai tầng hầm là hơn 30 tỷ đồng được ghi nhận tăng tài sản cố định của công ty, không phân bổ vào giá thành căn hộ chung cư; do đó có đủ căn cứ xác định diện tích trông giữ xe tại hai tầng hầm thuộc quyền quản lý của nguyên đơn. Kiểm sát viên tiếp tục viện dẫn luật quy định về nhà chung cư, xác định rằng với nhà chung cư thì nơi để xe (xe đạp, xe cho người tàn tật, xe động cơ hai bánh) được xác định là sở hữu chung, do đó đối với khu vực để xe ô tô, do không phân bổ vào giá bán căn hộ nên thuộc sở hữu riêng của chủ đầu tư là có căn cứ.
Đối với hợp đồng dịch vụ quản lý vận hành nhà chung cư, kiểm sát viên viện dẫn Thông tư 02, nhận định rằng Ban quản trị được phép ký hợp đồng dịch vụ quản lý vận hành nhà chung cư với công ty có chức năng về hoạt động này, nhưng phải thực hiện đúng theo trình tự pháp luật quy định, và bị đơn đã không thực hiện đúng trình tự, thủ tục đó, đã tự ý thay đổi công ty quản lý vận hành nhưng không tổ chức hội nghị nhà chung cư, đồng ý với lập luận này của nguyên đơn; nhất trí với việc tòa sơ thẩm chấp nhận yêu cầu của nguyên đơn tuyên bố hai hợp đồng dịch vụ quản lý vận hành nêu trên vô hiệu.
Đối với việc xác định quyền sở hữu ba tầng hầm thương mại của tòa nhà, trong đó có bức tường xây phía sau tầng một, kiểm sát viên viện dẫn các văn bản liên quan, nội dung thể hiện: các tầng 1–8 khu dịch vụ, thương mại, văn phòng; Sông Đà Urban thực hiện đúng quy định khi bán và cho thuê diện tích trong tòa nhà theo đúng công năng sử dụng. Do đó có căn cứ xác định ba tầng thương mại tòa nhà thuộc quyền sở hữu của chủ đầu tư, bản án sơ thẩm đã quyết định nguyên đơn có quyền tháo dỡ, khôi phục nguyên trạng cửa phía sau tầng một tòa nhà như ban đầu là có căn cứ. Tuy nhiên, kiểm sát viên cho rằng bản án sơ thẩm không xác định rõ vị trí chỗ để ô tô và chỗ để xe máy dẫn đến khó khăn cho việc thi hành án, đề nghị hội đồng xét xử cấp phúc thẩm sửa án sơ thẩm, bổ sung việc xác định vị trí chỗ để xe ô tô, chỗ để xe máy làm căn cứ thi hành án.

### Nhận định của tòa án
Hội đồng xét xử gồm Chủ tọa Trần Thị Thu Nam, Thẩm phán Vũ Toàn Giang, Nguyễn Thu Hồng đã nhận định về vụ án.

#### Quyền sở hữu tầng hầm
| “                                                             | ...theo tài liệu gửi kèm thì trong hợp đồng mua bán căn hộ ký giữa công ty và khách hàng không có thoả thuận về phần sở hữu chung, sở hữu riêng. Do vậy, chủ đầu tư cần phải có các giấy tờ tài liệu để chứng minh chưa phân bổ chi phí đầu tư xây dựng đối với phần diện tích khu tầng hầm và khu dịch vụ thương mại vào giá bán căn hộ. Trong trường hợp giấy tờ, tài liệu chứng minh chủ đầu tư chưa tính các chi phí đầu tư xây dựng phần diện tích nêu trên vào giá bán căn hộ cho người mua thì phần diện tích này thuộc sở hữu riêng của chủ đầu tư, và chủ đầu tư phải đảm bảo sử dụng đúng mục đích, công năng thiết kế các diện tích này theo hồ sơ dự án đã được cơ quan có thẩm quyền phê duyệt cũng như những quy định có liên quan trong hợp đồng mua bán với khách hàng. | ” |
| —Công văn Bộ Xây dựng gửi Sông Đà Urban, trích dẫn liên quan. | |   |

Về căn cứ xác định quyền sở hữu trông giữ xe tầng hầm, Hội đồng xét xử xét thấy, thời điểm nguyên đơn được duyệt dự án đầu tư xây dựng cũng như thời điểm thực hiện dự án và ký hợp đồng mua bán căn hộ với khách hàng được thực hiện từ cuối năm 2008–10, căn cứ Luật Nhà ở 2005 và nghị định hướng dẫn quy định: "phần diện tích thuộc sở hữu riêng của chủ đầu tư (chủ đầu tư giữ lại, không bán và cũng không phân bổ giá trị phần diện tích thuộc sở hữu riêng này vào giá bán căn hộ cho các chủ sở hữu căn hộ)"; nơi để xe là xe đạp, xe cho người tàn tật, xe động cơ hai bánh được xây dựng theo quy chuẩn xây dựng và có thể bố trí tại tầng hầm hoặc tại tầng một hoặc tại phần diện tích khác trong hoặc ngoài nhà chung cư; khu vực để xe ô tô thì phải xây dựng theo quy chuẩn xây dựng nhưng do chủ đầu tư quyết định thuộc quyền sở hữu chung của các chủ sở hữu nhà chung cư hoặc thuộc sở hữu riêng của chủ sở hữu nhà chung cư; và phần sở hữu riêng, phần sở hữu chung nhà chung cư phải được ghi rõ trong hợp đồng mua bán căn hộ chung cư.

Hội đồng xét xử viện dẫn quyết định của Ủy ban nhân dân thành phố Hà Nội về việc ban hành quy chế quản lý sử dụng nhà chung cư trên địa bàn thành phố, theo phần giải thích từ ngữ này thì khu vực để xe ô tô trong tầng hầm do chủ đầu tư quyết định thuộc quyền sở hữu chung hoặc riêng của chủ sở hữu nhà chung cư; trường hợp chưa phân bổ vào giá bán căn hộ thì thuộc sở hữu riêng của chủ đầu tư. Bộ Xây dựng gửi công văn cho Sông Đà Urban có trích dẫn về vấn đề quyền sở hữu tầng hầm và các vấn đề cần cung cấp để chứng minh quyền sở hữu đó, việc xác định chủ đầu tư đã phân bổ hay chưa phân bổ chi phí đầu tư xây dựng đối với phần diện tích tầng hầm và khu dịch vụ thương mại vào giá bán căn hộ được căn cứ vào nội dung dự án đã được cơ quan có thẩm quyền phê duyệt và báo cáo tài chính đã được kiểm toán.
Hội đồng xét xử, nội dung chung của án lệ từ nhận định.
Hội đồng xét xử nhận định rằng công văn kiểm toán đã chứng minh việc Sông Đà Urban không phân bổ chi phí xây dựng tầng hầm vào giá thành căn hộ chung cư, báo cáo tài chính đã được kiểm toán hàng năm của nguyên đơn cho thấy thuế giá trị gia tăng và thuế thu nhập doanh nghiệp liên quan đến hoạt động kinh doanh dịch vụ trông giữ xe tại hai tầng hầm được nguyên đơn kê khai và nộp thuế thể hiện trên báo cáo tài chính hàng năm từ 2017 trở về trước, báo cáo 2018 đến khi xét xử không còn phản ánh họat động kinh doanh này. Thuế đất đối với diện tích xây dựng tòa nhà được nguyên đơn nộp theo thông báo của Chi cục Thuế quận Hà Đông là 23,85 triệu đồng/năm. Từ đây, Hội đồng xét xử nhất trí với việc tòa sơ thẩm tuyên quyền sở hữu phần lớn tầng hầm thuộc nguyên đơn, bảo vệ quyền sở hữu này.
Hội đồng xét xử phân tích và nhận định về việc phân chia cụ thể tầng hầm để xe, căn cứ hồ sơ thiết kế bản vẽ thi công 2009 được Sông Đà Urban phê duyệt, bản vẽ hoàn công 2010 và các vấn đề ảnh hưởng. Ở tầng một thì nguyên đơn sở hữu 26 vị trí để ô tô, tuy nhiên xem xét vấn đề là trong quá trình thi công, một máy phát điện được chuyển từ tầng hai lên vì vấn đề kỹ thuật, việc di chuyển này làm lấp mất 16 vị trí chỗ để xe máy, được thế sang hai chỗ để ô tô, dẫn tới số vị trí để ô tô mà nguyên đơn sở hữu bị giảm còn 24.
Ở tầng hai, nguyên đơn bố trí 68 chỗ để ô tô, để có cơ sở xác định vị trí chỗ để xe ô tô, chỗ để xe máy, sau phần tranh tụng tại phiên tòa phúc thẩm ngày 6 tháng 3, Tòa án Hà Nội đã tạm ngừng phiên tòa để tiến hành xem xét, thẩm định, xác định vị trí nơi để xe làm cơ sở giải quyết vụ án, tuy nhiên ngày 19 tháng 3, khi tòa án đến vị trí tầng hầm của tòa nhà để tiến hành xem xét, thẩm định thì phía bị đơn đã triệu tập nhiều người không phải đương sự trong vụ án đến tham gia buổi xem xét thẩm định, những người này đã cản trở và không cho thực hiện việc xem xét, thẩm định dẫn đến công tác này không thực hiện được, lỗi thuộc về phía bị đơn. Do vậy, để có cơ sở xác định vị trí chỗ để xe ô tô, xe máy, sau khi nghe các đương sự trình bày tại phiên tòa; xem xét văn bản giải thích của phía nguyên đơn kèm theo bản vẽ chi tiết, Hội đồng xét xử thấy phù hợp với bản vẽ thiết kế thi công và bản vẽ hoàn công do phía nguyên đơn cung cấp tại giai đoạn sơ thẩm, trên cơ sở đó xác định vị trí và diện tích chỗ để xe ô tô, xe máy tại hai tầng hầm tòa nhà này làm căn cứ giải quyết vụ án.
Tuy nhiên, Hội đồng xét xử cho rằng cách tính diện tích ở tầng hầm của tòa sơ thẩm là chưa đúng theo các chỉ số của tiêu chuẩn kỹ thuật nhà chung cư, tòa sơ thẩm chỉ lấy tổng diện tích chỗ để xe của hai tầng hầm trừ đi diện tích chỗ để xe máy, diện tích còn lại được xác định là chỗ để xe ô tô của chủ đầu tư là không chính xác, không phù hợp với bản vẽ thiết kế và hồ sơ hoàn công, khó khăn cho việc thi hành án, do vậy đã sửa lại phần này, phù hợp với diện tích và vị trí chỗ để xe ô tô, xe máy trên thực tế của các bên. Cụ thể là phải tính thêm phần diện tích lưu không, tức không gian phục vụ việc di chuyển của các thiết bị, đảm bảo sự thông thoáng không gian theo bản vẽ ban đầu, trừ thêm phần này trong diện tích thuộc sở hữu của chủ đầu tư.

#### Yêu cầu tuyên hợp đồng vô hiệu
Về việc Sông Đà Urban yêu cầu tòa án tuyên hợp đồng dịch vụ giữa Ban quản trị và Gia Lộc An, Yên Bình vô hiệu, Hội đồng xét xử nhất trí với ý kiến của kiểm sát viên và tòa sơ thẩm, cho rằng Ban quản trị được phép ký hợp đồng dịch vụ quản lý vận hành nhà chung cư nhưng đã không thực hiện đúng theo trình tự, thủ tục quy định tại Thông tư 02. Bị đơn trình bày đã thanh lý hợp đồng với Gia Lộc An nhưng Gia Lộc An trình bày thực tế và cung chấp bằng chứng đã chấm dứt việc quản lý vận hành tòa nhà từ tháng 2 năm 2019 nhưng hai bên chưa có văn bản thanh lý hợp đồng; do đó việc Ban quản trị ký tiếp hợp đồng cung cấp dịch vụ với Yên Bình khi chưa thanh lý hợp đồng với Gia Lộc An là không đúng quy định của pháp luật. Hai hợp đồng dịch vụ quản lý vận hành nêu trên hiện vẫn tồn tại trên thực tế, nội dung hợp đồng xâm phạm đến quyền lợi của chủ đầu tư, cụ thể là quản lý cả hai tầng hầm. Do vậy, Hội đồng xét xử cho rằng việc toà sơ thẩm chấp nhận yêu cầu của nguyên đơn tuyên bố hai hợp đồng dịch vụ quản lý vận hành nêu trên vô hiệu là có căn cứ; tuy nhiên do các đương sự không yêu cầu giải quyết hậu quả của hợp đồng vô hiệu trong vụ án này nên tòa sơ thẩm không xem xét là đúng quy định của pháp luật. Trong trường hợp không thoả thuận được, các đương sự có quyền khởi kiện bằng vụ án dân sự khác khi có yêu cầu.

#### Yêu cầu khác
Đối với việc xác định quyền sở hữu ba tầng thương mại của toà nhà, trong đó có bức tường xây phía sau tầng một thì Hội đồng xét xử nhất trí với bản án sơ thẩm lẫn ý kiến của kiểm sát viên theo hướng chấm dứt việc bị đơn ảnh hưởng tới tài sản của nguyên đơn. Đối với việc bị đơn có yêu cầu chủ đầu tư phải quyết toán và bàn giao các loại chi phí thì Hội đồng xét xử hoàn toàn nhất trí với nhận định của kiểm sát viên, rằng bị đơn không có yêu cầu phản tố, người có quyền lợi, nghĩa vụ liên quan không có yêu cầu độc lập trong quá trình tố tụng sơ thẩm nên tòa sơ thẩm không xem xét, giải quyết là đúng quy định của pháp luật, và tòa phúc thẩm không có cơ sở để chấp nhận kháng cáo của bị đơn đối với nội dung này. Đối với việc nguyên đơn rút một phần yêu cầu khởi kiện, yêu cầu Đỗ Thái Sảng và Gia Lộc An phải bồi thường thiệt hại do hành vi xâm phạm trái phép làm ảnh hưởng đến hoạt động kinh doanh của nguyên đơn thì Hội đồng xét xử cho rằng việc rút một phần yêu cầu này là hoàn toàn tự nguyện, tòa sơ thẩm đã đình chỉ là đúng quy định của pháp luật; tuy nhiên trong phần trích dẫn các quy định của pháp luật, có một số nội dung toà sơ thẩm trích dẫn chưa đầy đủ, thiếu chính xác; việc bị đơn kháng cáo nội dung này là có cơ sở, tòa phúc thẩm cần sửa lại cho phù hợp quy định của pháp luật. Các nội dung kháng cáo khác của bị đơn không có căn cứ nên Hội đồng xét xử cấp phúc thẩm không có cơ sở chấp nhận.

### Quyết định
Dựa trên các nhận định, Tòa án nhân dân thành phố Hà Nội tuyên xử phúc thẩm, cụ thể là: nhất trí với tòa sơ thẩm về việc phần để xe ô tô tại hai tầng hầm thuộc về nguyên đơn, sửa diện tích trong án sơ thẩm thành 600 m² ở tầng một, 1.700 m² ở tầng hai, giảm so với án sơ thẩm vì tính thêm phần lưu không; tuyên hai hợp đồng dịch vụ với Gia Lộc An và Yên Bình là vô hiệu, trong trường hợp các đương sự không tự thoả thuận được với nhau về việc giải quyết hậu quả hợp đồng vô hiệu thì có quyền khởi kiện bằng vụ án dân sự khác; tuyên nguyên đơn có quyền tháo dỡ, khôi phục nguyên trạng cửa phía sau tầng một của tòa nhà như ban đầu, nguyên đơn thắng kiện. Về thi hành án dân sự, tòa án buộc bị đơn thực thi theo quy định của pháp luật.